# Libri di Jeu
I Libri di Jeu (abbreviati come 1 Jeu e 2 Jeu), anche noti come Gnosi del Dio invisibile, sono due testi cristiano-gnostici in lingua copta considerati parte degli apocrifi del Nuovo Testamento.
Il testo dei due libri è nel dialetto sahidico della lingua copta, anche se alcuni studiosi ritengono che all'inizio siano presenti influenze subachmimiche, ma quella conservatasi nel Codex Brucianus è una traduzione dell'originale in lingua greca, composto nella prima metà del III secolo.
I testi sono simili a quelli contenuti nel Codex Askewianus, in particolare nella seconda metà, e furono composti in un ambiente simile, di gnostici o barbelognostici con tendenze encratiti, corrispondente alla fine dello gnosticismo.

## Contenuto
I Libri di Jeu fanno parte del Codex Brucianus, un manoscritto papiraceo egiziano, e sono anonimi; alla fine del primo libro c'è un titolo, Libro del Grande Logos corrispondente ai Misteri, ma gli studiosi moderni hanno identificato i primi due trattati del codice con i due Libri di Jeu menzionati nella Pistis Sophia (158.18 e seguenti, 228.35), un'opera gnostica del III secolo, in cui Gesù dice che "nei due grandi Libri di Jeu" furono scritti da Enoch mentre Gesù gli parlava "dall'Albero della Conoscenza e dall'Albero della Vita nel paradiso di Adamo". "Jeu" è descritto nel testo come il "vero Dio", derivato dal "Padre", la massima divinità.
Il testo copto è composto in modo da sembrare un vangelo gnostico ed è una sorta di trattato sotto forma di rivelazione: Gesù, detto "il vivente" ("il risorto"), risponde alle domande dei propri discepoli, sia degli apostoli che delle donne del suo seguito.
Nel primo libro (1 Jeu, capitoli 1-41 del codice) Gesù narra come "il Padre" emanò Jeu, il quale, spinto dal "Primo Mistero", produsse ventotto altre emanazioni, controllori di alcuni "tesori" di conoscenza divina; le ventotto emanazioni sono raffigurate con diagrammi schematici e rituali di difficile interpretazione. Dopo aver spiegato ai discepoli i sessanta "tesori", rivela loro un "Nome" che permette a chi lo pronuncia di ascendere ai tesori fino al vero Dio: il libro termina con Gesù e i discepoli che ascendono.
Nel secondo libro (2 Jeu, capitoli 42-52 del codice) Gesù insegna ai discepoli i misteri dello stato del Dio invisibile, il "Tesoro di Luce", che permettono loro di purificare la propria anima e ascendere così, dopo la loro morte, a questa suprema divinità. Dopo averli battezzati tre volte – in acqua, fuoco e Spirito santo, liberandoli così dall'influsso degli Arconti terreni – Gesù sigilla spiritualmente gli apostoli attraverso un'unzione spirituale. Affinché abbiano passaggio libero dagli arconti demoniaci nella loro ascesa, i discepoli ottengono "sigilli", "parole d'ordine" e le formule, che sono proibiti di rivelare a coloro che non lo meritano. Il libro termina con Gesù e i discepoli che cantano un inno al Padre.